# مصطفى شاكوش
مصطفى شاكوش، (من مواليد 15 يناير عام 1985م في مدينة اللاذقية حارس مرمى منتخب سورية لكرة القدم ونادي تشرين السوري السوري، واحد من أهم حراس المرمى حالياً في سورية.

## مسيرته الكروية
بدأ تميزه الكروي من فئة الناشئين وانتقل إلى الفريق الأول للنادي بعمر 18 عام.

### ميزاته
يمتاز بسرعة البديهة والقوة عند التدخل مع المهاجمين، ويضفي على الفريق ثقلاً وثقة.

## روابط خارجية
- مصطفى شاكوش على موقع الاتحاد الدولي (مؤرشف)  (الإنجليزية)
- مصطفى شاكوش على موقع ناشيونال فوتبول تيمز (الإنجليزية)
- مصطفى شاكوش على موقع كووورة